# کیوشی نیشیمورا
کیوشی نیشیمورا (انگلیسی: Kiyoshi Nishimura; ۷ سپتامبر ۱۹۳۲ – ۱۷ نوامبر ۱۹۹۳) کارگردان فیلم، و فیلم‌نامه‌نویس اهل ژاپن بود.